# Đập Nurek
Đập Nurek (Tajik: Нерӯгоҳи обии Норак, Nerūgohi obii Norak) là một con đập đắp đất trên sông Vakhsh ở Tajikistan. Mục đích chính của nó là sản xuất thủy điện và nhà máy điện của nó có công suất lắp đặt 3.015 MW. Việc xây dựng đập bắt đầu vào năm 1961 và máy phát điện đầu tiên của nhà máy điện được đưa vào vận hành năm 1972. Máy phát điện cuối cùng được đưa vào vận hành năm 1979 và toàn bộ dự án đã hoàn thành vào năm 1980 khi Tajikistan vẫn còn là một nước cộng hòa trong Liên Xô, trở thành con đập cao nhất thế giới vào thời điểm đó với chiều cao 300 m (984 ft), hiện tại nó là đập nhân tạo cao thứ hai trên thế giới, sau khi bị đập Jinping-I vượt qua vào năm 2013.

## Xây dựng
Đập Nurek được Liên Xô xây dựng từ năm 1961 đến 1980. Nó được xây dựng với lõi xi măng trung tâm tạo thành một hàng rào không thấm nước, bên ngoài là đá và đất lấp.    Thể tích của đập là 54triệu   m 3. Con đập bao gồm 9 tổ máy phát điện thủy điện, lần đầu tiên được đưa vào hoạt động năm 1972 và lần cuối cùng vào năm 1979.  Ước tính 5.000 người đã được tái định cư từ khu vực ngập lụt của con đập.
Con đập nằm trong một hẻm núi sâu dọc theo sông Vakhsh ở phía tây Tajikistan, khoảng 75 km (47 mi) phía đông thủ đô Dushanbe của quốc gia. Một thị trấn gần đập, còn gọi là Nurek, nơi ở của kỹ sư và công nhân khác làm việc tại nhà máy điện.

## Sản xuất điện
Tổng cộng có chín tổ máy phát điện tua-bin Francis được lắp đặt trong nhà máy điện của đập Nurek. Ban đầu có công suất phát 300 MW mỗi tổ máy (Tổng công suất 2700 MW), chúng được thiết kế lại và trang bị thêm từ năm 1984 đến 1988 nên hiện có công suất 335 MW mỗi tổ máy (tổng cộng 3.015 MW).  Kể từ năm 1994, đập chiếm phần lớn trong tổng công suất quốc gia là 4.0 GW, đủ để đáp ứng 98% nhu cầu điện của quốc gia.

## Hồ chứa

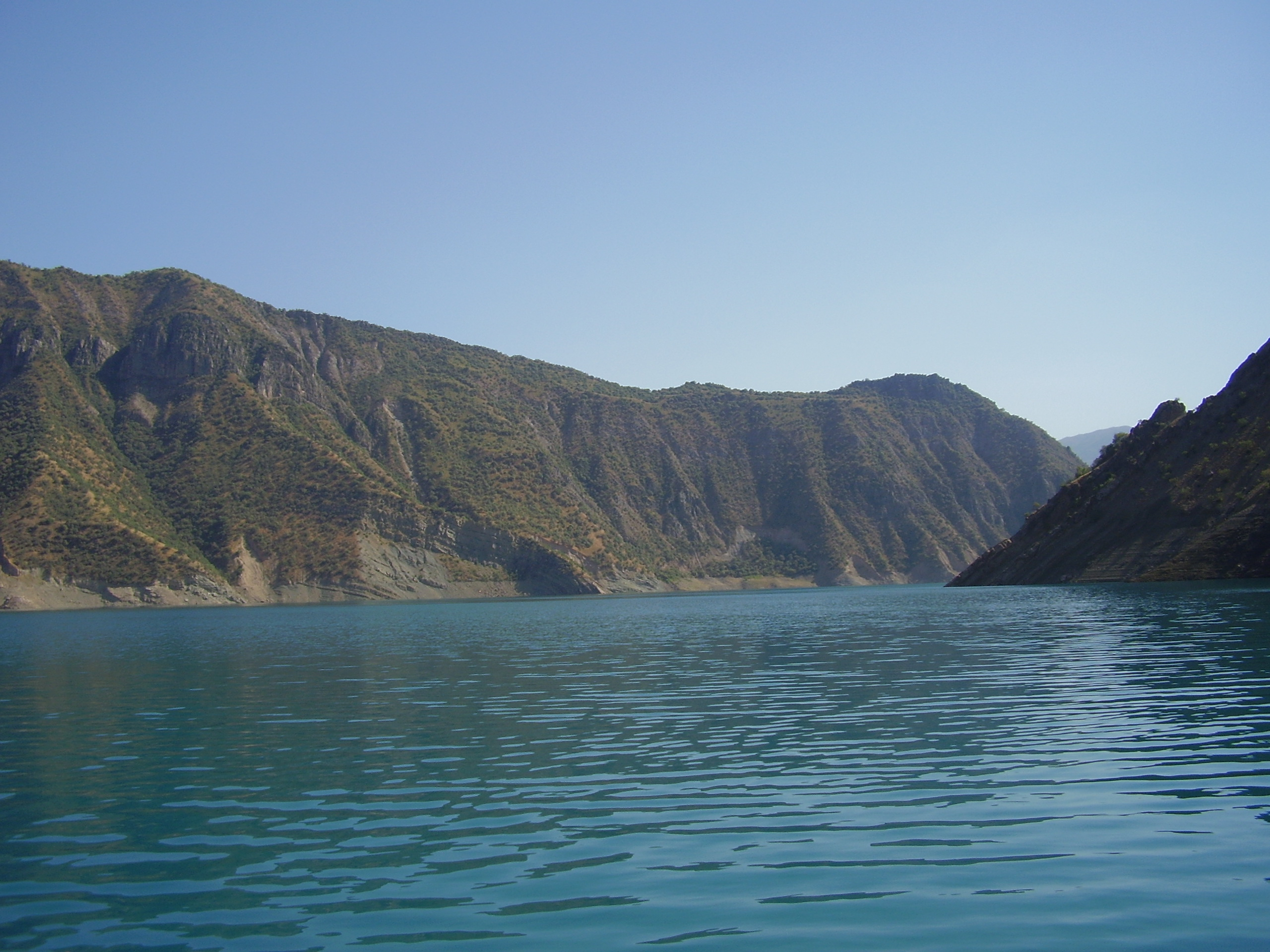
Hồ chứa nước Nurek

Hồ chứa được hình thành bởi đập Nurek, được gọi đơn giản là Nurek, là hồ chứa lớn nhất ở Tajikistan với dung tích 10,5   km 3. Hồ chứa có chiều dài hơn 70 km (40 mi)  và có diện tích bề mặt là 98 km2 (38 dặm vuông Anh). Nước được lưu trữ cũng được sử dụng để tưới tiêu cho đất nông nghiệp. Nước tưới được vận chuyển 14 km qua hầm thủy lợi Dangara và được sử dụng để tưới khoảng  đất nông nghiệp.